# Tōru Fujisawa
Pour les articles homonymes, voir Fujisawa (homonymie).
藤沢 とおる
Œuvres principales
Première œuvreLove You
Autres œuvres
- Young GTO
  - Bad Company
  - Great Teacher Onizuka
    - GTO Shonan 14 Days
    - GTO Paradise Lost

  - GTR - Great Transporter Ryuji
  - Ino-Head Gargoyle
- Rose Hip Rose
  - Rose Hip Zero
- Tokkō
  - Tokkō Zero
- Kamen Teacher
  - Kamen Teacher Black
- Révérend D
- Shonan Seven

Tōru Fujisawa (藤沢 とおる, Fujisawa Tōru, souvent orthographié Tohru Fujisawa), né le 21 janvier 1967 à Hokkaidō, est un mangaka japonais. Il est principalement connu dans le monde francophone grâce au succès de son œuvre Great Teacher Onizuka.

## Biographie
Il fait ses débuts de mangaka en janvier 1989 avec Love You dans le magazine Magazine Fresh! et est principalement connu dans le monde francophone grâce au succès de son œuvre Great Teacher Onizuka.
Depuis cette œuvre, il connaît un succès variable et doit même interrompre la publication de Rose Hip Rose et celle de Tokkō contre l'avis des fans européens qui le soutiennent.
Il a repris depuis le 9 juin 2009 la narration des histoires d'Onizuka dans le manga Great Teacher Onizuka: Shonan 14 Days.

## Œuvres
- Love You, 1989, publié dans le magazine Magazine Fresh!.
- Adesugata junjō boy (艶姿純情Boy?), 1989 à 1990, 4 tomes, publié chez Kōdansha comme l'ensemble de ses œuvres jusqu'en 2005. Ce manga raconte l'histoire d'un garçon forcé par son père à se déguiser et à se comporter comme une fille.
- Young GTO, 1991 à 1996, 31 tomes, publié en France sous le titre Young GTO.
- Bad Company, 1997, one shot au Japon mais publié en chapitres bonus en France dans les tomes 28 à 31 de Young GTO.
- Great Teacher Onizuka, ou GTO, 1997 à 2002, 25 tomes. Ce manga reprend le personnage principal de Bad Company et Young GTO. Fujisawa reçut pour ce manga le prix du manga de son éditeur Kōdansha en 1998.
- Rose Hip Rose, 2002 à 2003, 4 tomes.
- Tokkō, 2003, 3 tomes.
- Wild Baseballers, 2003, 6 tomes (scénario seulement).
- Rose Hip Zero, 2005 à 2006, 5 tomes.
- Himitsu Sentai Momoider (ひみつ戦隊モモイダー, Himitsu Sentai Momoidā?), 2003 à 2007, one shot.
- Kamen Teacher (仮面ティーチャー, Kamen Tīchā?, litt. « Le Prof masqué »), 2006-2007, 4 tomes, publié par Shūeisha. Un professeur éduque ses élèves, des voyous, en leur donnant des cours très particuliers avec son alter ego masqué d'un casque de moto.
- Reverend D (レヴェレンドディー, Revuerendo Dei?), 2006 à 2009, 2 tomes, chez Ichijinsha.
- Animal Joe (アニマルJOE, Animaru Joe?), 2007, 1 tome, chez Shōgakukan.
- Unhappy ! (あんハピっ!, Anhapi' !?), 2008-2009, chez Kadokawa Shoten.
- Great Teacher Onizuka: Shonan 14 Days, 2009-2011, 9 tomes, chez Kōdansha.
- Soul Messenger, 2011, 2 tomes (scénario seulement).
- Shibuya Hachiko Mae -Another Side-, 2011-2012, 1 tome, chez ASCII Media Works (dessins seulement).
- Soul Reviver, 2011-2015, 6 tomes, chez Shōgakukan (scénario seulement).
- Ino-Head Gargoyle (井の頭ガーゴイル?), depuis 2012, chez Kōdansha.
- GTR - Great Transporter Ryuji, ou GT-R, 2012, 1 tome, chez Kōdansha. L'histoire raconte celle de Ryuji Danma, le meilleur ami de Onizuka.
- Uchû Keiji Gavan - Kuroki Hero, 2013, 1 tome, chez Akita Shoten (dessins uniquement).
- Kamen Teacher BLACK, 2013-2014, 5 tomes, chez Shūeisha.
- GTO Paradise Lost, depuis 2013, chez Kōdansha. Suite de GTO, racontant comment Onizuka a atterri en prison.
- Shōnan Seven (Shonan セブン?), depuis 2014, chez Kōdansha (scénario uniquement[1] ).
- Tokkō Zero, depuis 2014, chez Shōgakukan (scénario uniquement).
- Oishii Kami-shama, depuis 2015, chez Shōgakukan.
- Soul Reviver South, depuis 2015, chez Shōgakukan.